# SM-9
L'SM-9 è una pistola mitragliatrice di origine guatemalteca prodotta da Cellini-Dunn IMG. Il suo azionamento è a massa battente, spara ad otturatore aperto ed è alimentata da un caricatore da 25 o 32 colpi. La struttura del castello presenta somiglianze con quella dello Sten, in particolare per l'alleggerimento dei componenti interni che favorisce un'elevata cadenza di fuoco. L'impugnatura frontale può alloggiare un caricatore di riserva.

## Caratteristiche
L'SM-9 è una pistola mitragliatrice con capacità di fuoco semi-automatico e automatico. È dotata di un'impugnatura anteriore e di un sistema a due grilletti (anteriore e posteriore) che permette il passaggio immediato tra le modalità di fuoco senza selettore, anche durante lo sparo. Tra le caratteristiche si segnalano la possibilità di operare in modo ambidestro, l'alloggiamento di due caricatori nell'impugnatura anteriore e una configurazione migliorata del freno di bocca. Sono inoltre presenti un sistema di espulsione e un fermo del caricatore di tipo migliorato. L'SM-9 utilizza un numero ridotto di parti mobili, eliminando la necessità di perni o viti per il grilletto, lo scatto, le guide dell'otturatore o l'arresto dell'otturatore.
La SM-9 è una pistola mitragliatrice con fuoco automatico e un sistema a doppio grilletto: quello anteriore attiva il fuoco automatico, mentre premendo anche quello posteriore, si passa al semi-automatico, anche durante la raffica. L'arma è ambidestra, adatta sia a destri che a mancini, grazie alla posizione centrale della maniglia di armamento e dei fermi dei caricatori, e all'impugnatura anteriore ruotabile di 90° in entrambe le direzioni. Questa impugnatura, comoda e funzionale per sparare da diverse posizioni, può essere rimossa senza attrezzi, trasformando l'SM-9 in una pistola compatta e occultabile.
L'SM-9 impiega una combinazione di un numero ridotto di parti mobili, eliminando la necessità di perni o viti per il grilletto, lo scatto, le guide dell'otturatore o l'arresto dell'otturatore. Anche se la leva di scatto anteriore, il grilletto anteriore e la maniglia di armamento fossero danneggiati e rimossi, sarebbe comunque possibile sparare con l'arma in modalità automatica, utilizzando un dito per armare l'otturatore e azionando il grilletto posteriore. La canna, il dado della canna e l'ammortizzatore sono integrati in un unico sottogruppo per una sostituzione rapida. L'arma può essere smontata sul campo in tempi brevi senza l'uso di attrezzi.
L'SM-9 è dotata di due alloggiamenti per i caricatori, con quello attivo inserito nell'impugnatura a pistola. Un secondo caricatore è alloggiato nell'impugnatura anteriore per agevolare cambi rapidi. In una configurazione, ciascun caricatore contiene 32 colpi. I caricatori possono essere caricati manualmente.
L'aspetto dell'SM-9 deriva da scelte costruttive specifiche. IlReceiver tubolare, i fianchi a filo, la parte superiore arrotondata e i dissipatori di calore integrati contribuiscono al funzionamento. La forma piatta dell'SM-9 riduce le parti sporgenti. La lunghezza totale dell'arma è contenuta grazie all'otturatore telescopico intorno alla canna. Il peso dell'SM-9, in una configurazione di soli 1,95 kg senza caricatore, la rende una delle armi più leggere della sua categoria. L'SM-9 ha una velocità iniziale di 390 m/s utilizzando munizioni 9x19 mm Parabellum, con una cadenza di fuoco di 1200 colpi al minuto. Il nottolino anteriore dell'SM-9 è progettato per essere più resistente.